# Шваново (Ульяновський район)
Шваново (рос. Шваново) — присілок в Ульяновському районі Калузької області Російської Федерації.
Населення становить 12 осіб. Входить до складу муніципального утворення Присілок Мелихово.

## Історія
Від 2004 року входить до складу муніципального утворення Присілок Мелихово

## Населення
| 2002 | 2010 |
| ---- | ---- |
| 20   | ↘12  |